# 圣佩德罗-迪阿尔坎塔拉
圣佩德罗-迪阿尔坎塔拉是巴西圣卡塔琳娜州的一个市镇。总面积139.635平方公里，总人口3868人，人口密度27.7人/平方公里。